# Tinacrucis apertana
Tinacrucis apertana es una especie de polilla de la familia Tortricidae. 

## Distribución
Se encuentra en Veracruz, México.